# جائزة فرنسا الكبرى 1935
جائزة فرنسا الكبرى 1935 هو حدث لسباقات السيارات يستضيف سباق الفورمولا 1الذي ينظمه الاتحاد الدولي للسيارات، وهو أحد أقدم سباقات السيارات في العالم، وعاد إلى جدول سباقات البطولة في موسم 2018 بعد كان قد توقف في عام 2008 بعد عقدها 86 سباقاً